# Firocoxib
Il firocoxib è un farmaco antinfiammatorio non steroideo, appartenente alla classe degli inibitori selettivi della COX-2, utilizzato a scopo veterinario, in particolare per la cura degli stati infiammatori del cane e del cavallo. Il farmaco è venduto dalla società farmaceutica Merial con il nome commerciale di Previcox per cane e Equioxx per cavallo, ed è disponibile sia in una formulazione orale sia in fiale.

## Farmacodinamica
Il firocoxib, inibisce selettivamente la forma della cicloossigenasi indotta durante il processo infiammatorio, la COX-2. La molecola non interferisce con l'attività della COX-1, enzima presente in forma costitutiva nell'organismo.
Dal momento che l'inibizione è selettivamente sulla forma di COX responsabile del processo infiammatorio, senza interferenza ed inibizione sulla COX-1, deputata anche alla produzione di muco protettivo a livello gastrico, firocoxib può essere somministrato al cane sia lontano che in prossimità dei pasti, senza l'ulteriore somministrazione di farmaci gastroprotettori.

## Farmacocinetica
Firocoxib dopo somministrazione per via orale viene assorbito molto rapidamente dal tratto gastrointestinale, tanto che dopo circa 10 minuti dall'assunzione è possibile rilevarne la presenza nel sangue.
Dopo somministrazione di firocoxib per via endovenosa la concentrazione plasmatica massima (Cmax) osservata è quasi 4 volte superiore rispetto al picco di concentrazione plasmatica raggiunta dopo la somministrazione della pasta orale.
Firocoxib nel cavallo viene metabolizzato a livello epatico attraverso una reazione di dealchilazione e successivamente glucuronidato. In base agli di studi sperimentali la maggior parte di firocoxib viene eliminata per via urinaria come metabolita glucuronato.
Il legame con le proteine plasmatiche è decisamente elevato (circa il 98%). Somministrazioni ripetute e costanti tendono a determinare accumulo del farmaco. Solo una piccola quantità di farmaco si distribuisce nelle cellule ematiche.

## Usi clinici
Cane
Firocoxib è utilizzato nella terapia dell'osteoartrite canina e nella riduzione dei dolori osteoarticolari. Si è inoltre dimostrato clinicamente efficace nel controllo del dolore associato alla chirurgia dei tessuti molli.
Cavallo
Firocoxib trova impiego nel trattamento del dolore e dell'infiammazione muscoloscheletrica associata ad osteoartrite dei cavalli.

## Effetti collaterali ed indesiderati
In corso di terapia con firocoxib è stata segnalata la comparsa di erosioni e ulcere delle gengive, della lingua, delle labbra, dolore e coliche addominali, vomito, diarrea, perdita di peso, eccitazione, letargia, feci molli e scure, ittero, polidipsia, orticaria.

L'incidenza degli effetti avversi, in particolare di quelli gastrointestinali, sembra essere più bassa nel cane che in altre specie animali.

## Controindicazioni
Il farmaco non deve essere somministrato ad animali con precedenti di ipersensibilità nota al principio attivo oppure ad uno qualsiasi degli eccipienti della formulazione farmaceutica.

## Dosi terapeutiche
Cavalli
Il dosaggio raccomandato di firocoxib per via endovenosa nei cavalli è pari a 0,09 mg/kg di peso corporeo, una volta al giorno, per 5 giorni. Se si rende necessario un ulteriore trattamento si può ricorrere alla formulazione orale (pasta orale) alla dose di 0,1 mg/kg di peso corporeo per al massimo ulteriori 9 giorni di trattamento. La durata complessiva del trattamento con firocoxib è bene non superi le 2 settimane.
Cani
Il dosaggio di firocoxib raccomandato per i cani è pari a 5 mg/kg di peso corporeo.